# Apustis
Apustis là một chi bướm đêm thuộc họ Erebidae.